# Calamagrostis nivicola
Calamagrostis nivicola är en gräsart som först beskrevs av Joseph Dalton Hooker, och fick sitt nu gällande namn av Hand.-mazz. Calamagrostis nivicola ingår i släktet rör, och familjen gräs.
Artens utbredningsområde är Sikkim. Inga underarter finns listade i Catalogue of Life.